# Leoben
Leoben (pronunciació alemanya: [leˈoːbm̩]) és la segona ciutat més important d'Estíria, al centre d'Àustria, a la riba del riu Mura. Amb una població d'uns 25.000 habitants és un centre industrial local i acull la Universitat de Leoben, especialitzada en mineria. La Pau de Leoben, un armistici entre Àustria i França preliminar al Tractat de Campo Formio, es va signar a Leoben el 1797.
El Centre de Justícia de Leoben, finalitzat l'any 2005, és una presó dissenyada per l'arquitecte Josef Hohensinn.